# Dosage (álbum)
Dosage es el cuarto álbum de estudio de Collective Soul, banda estadounidense de rock alternativo proveniente de Atlanta, fue lanzado en febrero de 1999.
El álbum le dio a la banda dos número uno en el "Modern Rock Tracks" chart. "Heavy" se mantuvo 14 semanas en el número uno, y "Run" también fue un éxito en los charts. Dosage se transformó en disco platino.

## Lista de canciones
- Todas las canciones escritas por Ed Roland, excepto las señaladas.

1. «Tremble for My Beloved» – 3:52
2. «Heavy» – 2:56
3. «No More, No Less» – 5:18
4. «Needs» – 5:21
5. «Slow» – 3:32
6. «Dandy Life» (Ross Childress) – 4:03
7. «Run» – 4:35
8. «Generate» – 3:33
9. «Compliment» – 3:01
10. «Not the One» – 3:49
11. «Crown» – 10:18
  - «5:59», empieza una pista oculta, una versión alternativa de "She Said".

## Miembros
- Ed Roland - Voz, guitarra y producción
- Dean Roland - 2.ª guitarra
- Ross Childress - Primera guitarra
- Will Turpin - Bajo y voces
- Shane Evans - Batería

## Posicionamiento

### Álbum
| Año  | Listas            | Posición |
| ---- | ----------------- | -------- |
| 1999 | The Billboard 200 | 21       |

### Sencillos
| Año  | Sencillo                 | Listas                 | Posición |
| ---- | ------------------------ | ---------------------- | -------- |
| 1999 | "Heavy"                  | Billboard Hot 100      | 73       |
| 1999 | "Heavy"                  | Mainstream Rock Tracks | 1        |
| 1999 | "Heavy"                  | Modern Rock Tracks     | 5        |
| 1999 | "Run"                    | Billboard Hot 100      | 76       |
| 1999 | "Run"                    | Modern Rock Tracks     | 36       |
| 1999 | "Run"                    | Adult Top 40           | 12       |
| 1999 | "No More, No Less"       | Mainstream Rock Tracks | 10       |
| 1999 | "No More, No Less"       | Modern Rock Tracks     | 32       |
| 2000 | "Tremble for My Beloved" | Mainstream Rock Tracks | 35       |